# Georgina Battiscombe
Georgina Battiscombe (21 novembre 1905 - 26 février 2006) est une biographe britannique, spécialisée principalement dans les biographies de l'époque victorienne.

## Biographie
Esther Georgina Harwood naît à Mayfair, la fille aînée de George Harwood, ancien pasteur, député libéral de sa ville natale de Bolton, maître filateur de coton, auteur et avocat. Sa famille a un penchant politique; son grand-père maternel, Alfred Hopkinson, (le premier vice-chancelier de l'Université de Manchester), ses trois oncles et son beau-père, John Murray (directeur du University College of the South West of England, Exeter), sont tous députés.
Elle fait ses études à la St Michael's School d'Oxford et à Lady Margaret Hall et envisage elle-même une carrière politique. En 1932, elle épouse Christopher Battiscombe (décédé en 1964), lieutenant-colonel des Grenadier Guards, le couple a une fille, Aurea. Pendant un certain temps, ils vivent à Zanzibar, où le colonel Battiscombe est secrétaire du sultan. Ils vivent ensuite à Durham avant de déménager à la tour Henry III du château de Windsor lorsque le colonel Battiscombe devient secrétaire honoraire de la Société des Amis de St George's de 1958 à 1960.
Ses livres les plus connus sont les biographies de la romancière romantique victorienne Charlotte Mary Yonge (1943) ; Catherine Gladstone, épouse du Premier ministre William Ewart Gladstone (1956) ; l'ecclésiastique anglais John Keble (1963) et Alexandra de Danemark (1969). La biographie de Keble reçoit le Prix James Tait Black. 
L'une des raisons pour lesquelles Battiscombe a écrit à propos de la reine Alexandra est qu'elle et Alexandra souffraient toutes deux de la même forme de surdité, l'otosclérose. Battiscombe a été très sourde pendant une grande partie de sa vie, jusqu'à ce qu'une intervention chirurgicale et une aide auditive corrigent ce problème.
Battiscombe écrit également des biographies de Christina Rossetti (1965) et Shaftesbury (1974). Elle publie également Two on Safari (1946) ; English Picnics (1949); Reluctant Pioneer: The Life of Elizabeth Wordsworth (1978) ; The Spencers of Althorp (1984) et Winter Song, un recueil de poèmes (1992).
Battiscombe devient membre de la Royal Society of Literature en 1964. Elle meurt le 26 février 2006 dans une maison de retraite de Henley-on-Thames, dans l'Oxfordshire, à l'âge de 100 ans.